# Bainville-aux-Saules
Pour les articles homonymes, voir Bainville et Saules.
Bainville-aux-Saules est une commune française située dans le département des Vosges, en région Grand Est.
Ses habitants sont appelés les Bainvillois.

## Géographie

### Localisation
Commune se situant au milieu du département des Vosges à 27 km d’Épinal, 17 km de Vittel et 13 km de Mirecourt.
Bainville est construite sur les rives du ruisseau « L'eau de la ville » à proximité du Madon.

### Géologie et relief
La commune a une superficie de 561 hectares dont 110 en forêt communale.

### Hydrographie et les eaux souterraines
Hydrogéologie et climatologie : Système d’information pour la gestion des eaux souterraines du bassin Rhin-Meuse :
Territoire communal : Occupation du sol (Corinne Land Cover); Cours d'eau (BD Carthage),
Géologie : Carte géologique; Coupes géologiques et techniques,
 Hydrogéologie : Masses d'eau souterraine; BD Lisa; Cartes piézométriques.

#### Réseau hydrographique
La commune est située dans le bassin versant du Rhin au sein du bassin Rhin-Meuse. Elle est drainée par le Madon, le ruisseau l'Eau de la Ville, le ruisseau le Ponce et le ruisseau Mele Dansuron,.
Le Madon, d'une longueur totale de 96,9 km, prend sa source dans la commune de Vioménil et se jette  dans la Moselle à Pont-Saint-Vincent, après avoir traversé 47 communes.

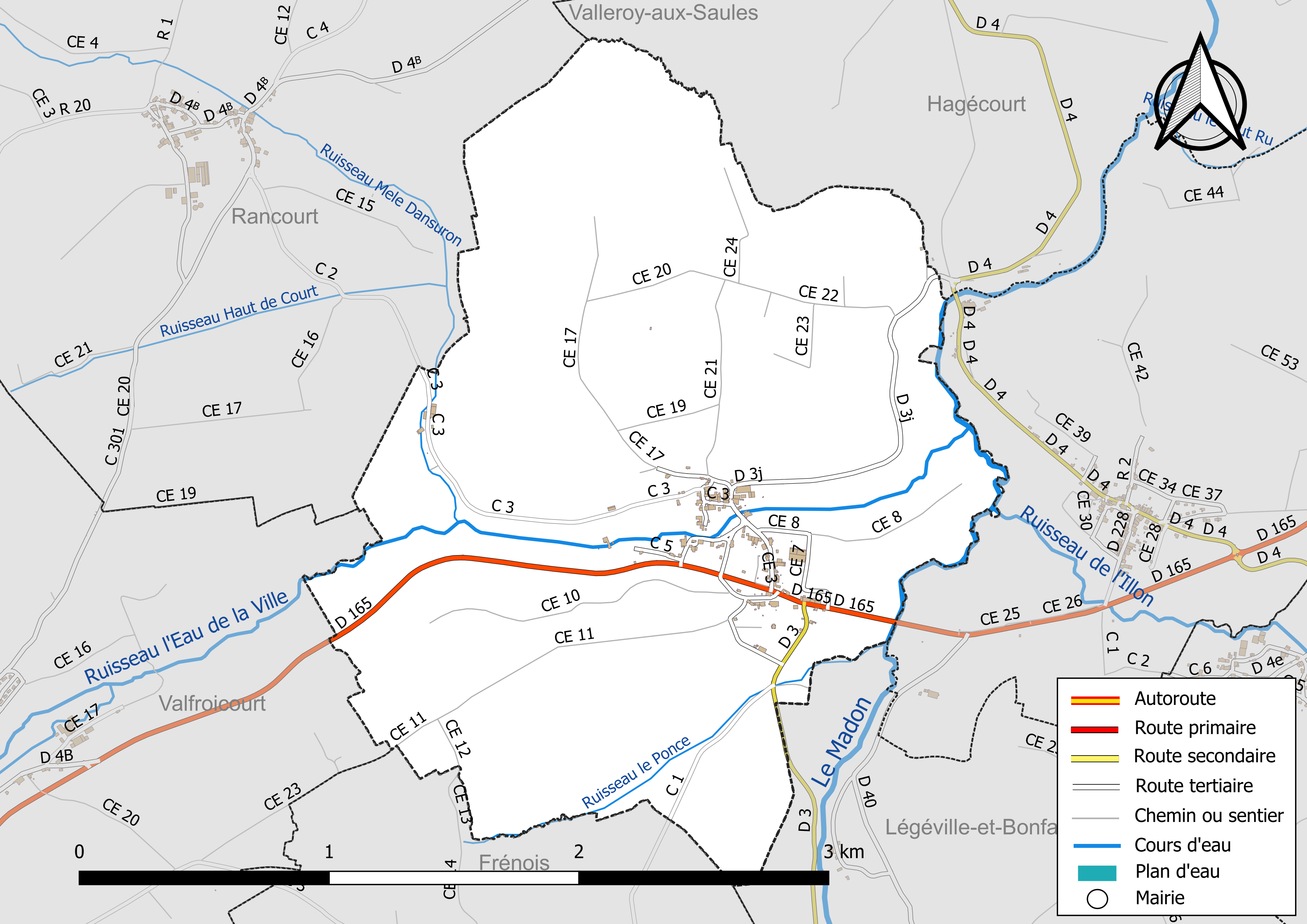
Réseaux hydrographique et routier de Bainville-aux-Saules.

Le ruisseau l'Eau de la Ville, d'une longueur totale de 12,1 km, prend sa source dans la commune de Haréville et se jette  dans le Madon sur la commune, après avoir traversé cinq communes.

#### Gestion et qualité des eaux
Le territoire communal est couvert par le schéma d'aménagement et de gestion des eaux (SAGE) « Nappe des Grès du Trias Inférieur ». Ce document de planification, dont le territoire comprend le périmètre de la zone de répartition des eaux de la nappe des Grès du trias inférieur (GTI), d'une superficie de 1 497 km2, est en cours d'élaboration. L’objectif poursuivi est de stabiliser les niveaux piézométriques de la nappe des GTI et atteindre l'équilibre entre les prélèvements et la capacité de recharge de la nappe. Il doit être cohérent avec les objectifs de qualité définis dans les SDAGE Rhin-Meuse et Rhône-Méditerranée. La structure porteuse de l'élaboration et de la mise en œuvre est le conseil départemental des Vosges.
La qualité des eaux de baignade et des cours d’eau peut être consultée sur un site dédié géré par les agences de l’eau et l’Agence française pour la biodiversité.

### Climat
Pour des articles plus généraux, voir Climat du Grand Est et Climat des Vosges.
En 2010, le climat de la commune est de type climat des marges montargnardes, selon une étude du Centre national de la recherche scientifique s'appuyant sur une série de données couvrant la période 1971-2000. En 2020, Météo-France publie une typologie des climats de la France métropolitaine dans laquelle la commune est dans une zone de transition entre le climat océanique altéré et le climat océanique altéré et est dans la région climatique  Lorraine, plateau de Langres, Morvan, caractérisée par un hiver rude (1,5 °C), des vents modérés et des brouillards fréquents en automne et hiver.
Pour la période 1971-2000, la température annuelle moyenne est de 9,7 °C, avec une amplitude thermique annuelle de 17 °C. Le cumul annuel moyen de précipitations est de 961 mm, avec 12,6 jours de précipitations en janvier et 9,8 jours en juillet. Pour la période 1991-2020, la température moyenne annuelle observée sur la station météorologique de Météo-France la plus proche, « Mirecourt-inra », sur la commune de Mirecourt à 10 km à vol d'oiseau, est de 10,4 °C et le cumul annuel moyen de précipitations est de 824,3 mm. 
La température maximale relevée sur cette station est de 39,5 °C, atteinte le 25 juillet 2019 ; la température minimale est de −19,5 °C, atteinte le 20 décembre 2009,,.
Les paramètres climatiques de la commune ont été estimés pour le milieu du siècle (2041-2070) selon différents scénarios d'émission de gaz à effet de serre à partir des nouvelles projections climatiques de référence DRIAS-2020. Ils sont consultables sur un site dédié publié par Météo-France en novembre 2022.
| Mois                                             | jan.          | fév.         | mars          | avril        | mai          | juin         | jui.         | août         | sep.         | oct.         | nov.         | déc.          | année      |
| ------------------------------------------------ | ------------- | ------------ | ------------- | ------------ | ------------ | ------------ | ------------ | ------------ | ------------ | ------------ | ------------ | ------------- | ---------- |
| Température minimale moyenne (°C)                | −1            | −0,6         | 1,7           | 5,1          | 8,3          | 12,1         | 13,8         | 13,6         | 10,2         | 7            | 3,3          | 0,2           | 6,1        |
| Température moyenne (°C)                         | 1,3           | 2,4          | 6             | 10,2         | 13,3         | 17,5         | 19,3         | 18,8         | 15,2         | 10,7         | 5,9          | 2,4           | 10,3       |
| Température maximale moyenne (°C)                | 3,6           | 5,4          | 10,3          | 15,3         | 18,4         | 23           | 24,7         | 24           | 20,2         | 14,4         | 8,5          | 4,6           | 14,4       |
| Record de froid (°C) date du record              | −12,9 10/2003 | −15 07/2012  | −13,9 01/2005 | −6,9 08/2003 | −0,2 05/2019 | 2,9 05/2009  | 6,4 02/2011  | 6,3 11/2016  | 1,6 25/2002  | −4,9 29/2012 | −9,9 30/2010 | −17,5 20/2009 | −17,5 2009 |
| Record de chaleur (°C) date du record            | 14,2 01/2023  | 20,2 27/2019 | 23,7 31/2021  | 27,6 21/2018 | 30,2 24/2009 | 35,4 26/2019 | 38,7 25/2019 | 37,8 09/2003 | 32,3 16/2020 | 26,1 08/2023 | 20,9 07/2015 | 15,5 17/2019  | 38,7 2019  |
| Ensoleillement (h)                               | 57,9          | 84,9         | 163           | 200,9        | 216,3        | 236,2        | 252          | 222,2        | 190,8        | 115          | 62,5         | 46,8          | 1 848,3    |
| Précipitations (mm)                              | 73            | 62           | 59,5          | 52,2         | 78,6         | 77,8         | 66           | 74,4         | 60,4         | 90,7         | 80,6         | 81,1          | 856,3      |
| dont nombre de jours avec précipitations ≥ 1 mm  | 12,2          | 10,1         | 10,4          | 8,6          | 11,9         | 9,8          | 9,8          | 10           | 8,1          | 11,4         | 11,7         | 12,6          | 126,8      |
| dont nombre de jours avec précipitations ≥ 5 mm  | 5,2           | 4,6          | 4,2           | 3,8          | 4,8          | 4,7          | 4,5          | 5,5          | 4            | 5,7          | 5,3          | 5,8           | 58         |
| dont nombre de jours avec précipitations ≥ 10 mm | 1,9           | 1,7          | 1,5           | 1,2          | 2,1          | 2,5          | 2            | 2,7          | 2,2          | 2,6          | 2,4          | 2,8           | 25,6       |

## Urbanisme

### Typologie
Au 1er janvier 2024, Bainville-aux-Saules est catégorisée commune rurale à habitat dispersé, selon la nouvelle grille communale de densité à sept niveaux définie par l'Insee en 2022.
Elle est située hors unité urbaine. Par ailleurs la commune fait partie de l'aire d'attraction de Vittel - Contrexéville, dont elle est une commune de la couronne,. Cette aire, qui regroupe 72 communes, est catégorisée dans les aires de moins de 50 000 habitants,.

### Occupation des sols
L'occupation des sols de la commune, telle qu'elle ressort de la base de données européenne d’occupation biophysique des sols Corine Land Cover (CLC), est marquée par l'importance des territoires agricoles (76,8 % en 2018), une proportion identique à celle de 1990 (76,8 %). La répartition détaillée en 2018 est la suivante : 
terres arables (48,5 %), forêts (23,2 %), prairies (18,1 %), zones agricoles hétérogènes (9,4 %), cultures permanentes (0,8 %). L'évolution de l’occupation des sols de la commune et de ses infrastructures peut être observée sur les différentes représentations cartographiques du territoire : la carte de Cassini (XVIIIe siècle), la carte d'état-major (1820-1866) et les cartes ou photos aériennes de l'IGN pour la période actuelle (1950 à aujourd'hui).

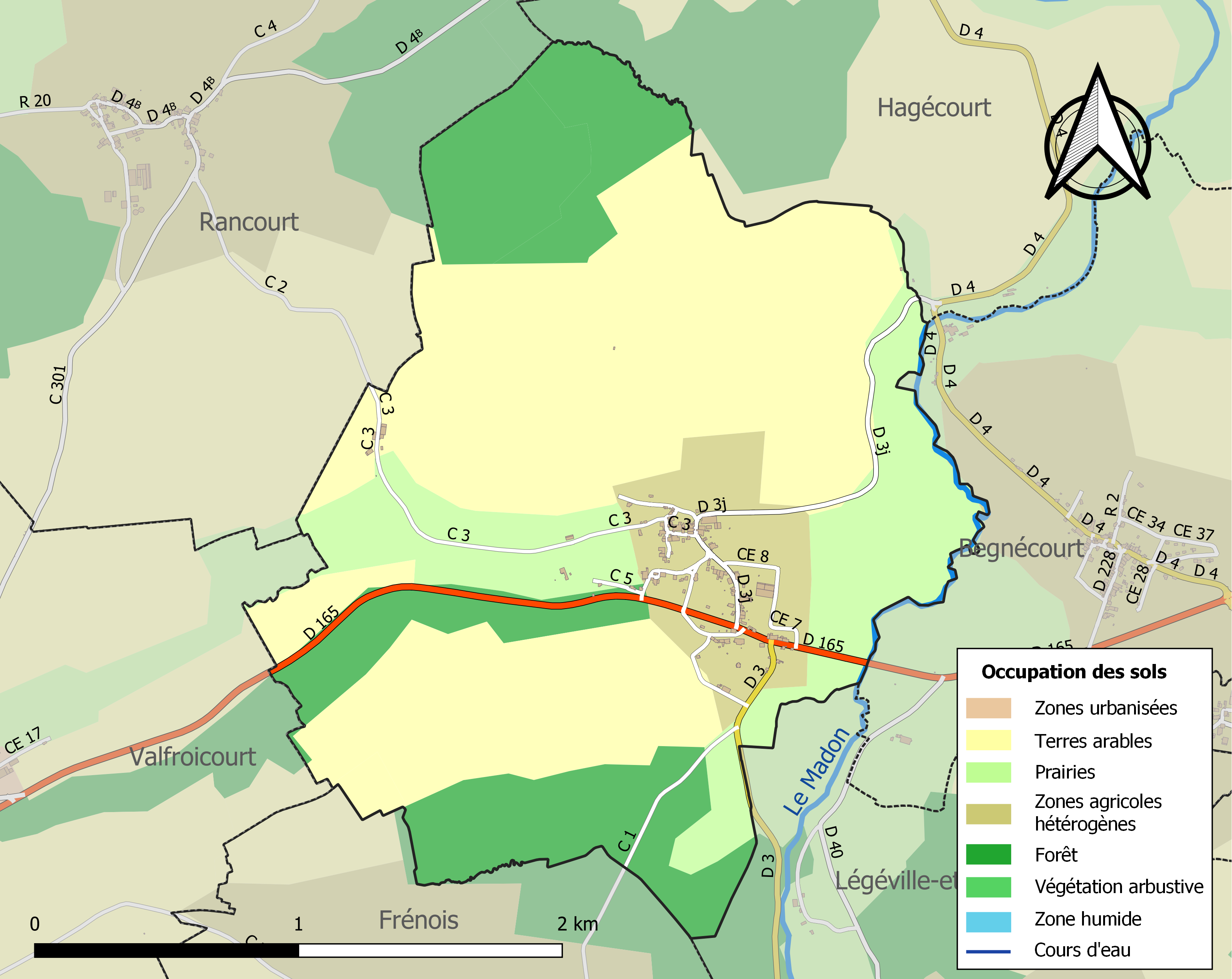
Carte des infrastructures et de l'occupation des sols de la commune en 2018 (CLC).

### Voies de communications et transports

#### Voies routières
- Autoroute A31 : Échangeurs Bulgnéville, Châtenois.

#### Transports en commun

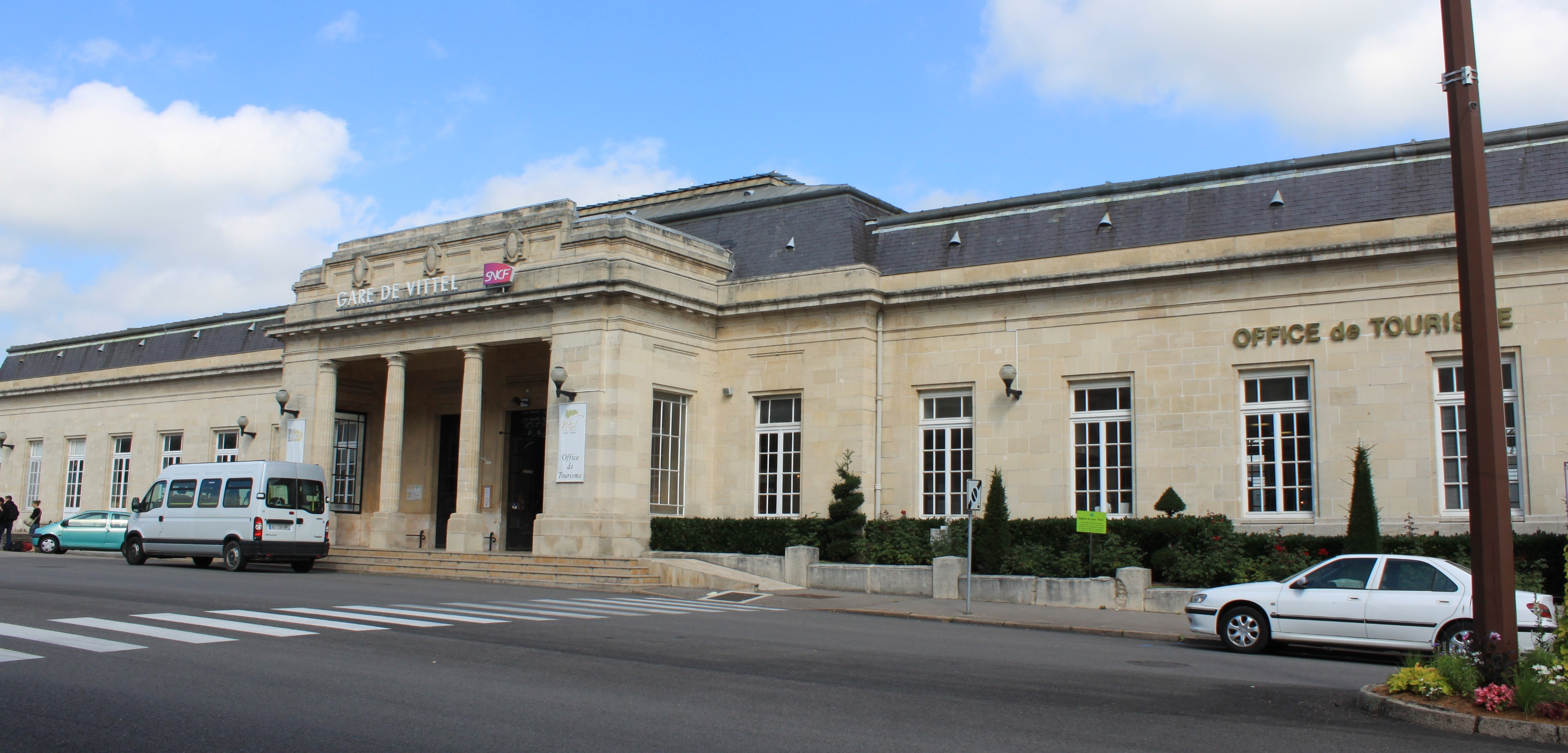
Gare de Vittel.

- Fluo Grand Est. La commune est desservie 3 fois par jour par la ligne Épinal-Vittel-Contrexéville du lundi au samedi[18].

#### Lignes SNCF
- Gare de Vittel (à 17 km)
- Gare de Contrexéville (à 22 km)
- Gare de Thaon (à 24 km)
- Gare de Châtel - Nomexy (à 26 km)
- Gare d'Épinal (à 27 km)

#### Transports aériens
- Aéroport d'Épinal-Mirecourt « Vosges Aéroport » (à 26 km)

À partir de l'été 2021, l’aéroport d’Épinal-Mirecourt devient le pélicandrome de la Zone Est et servira ainsi de base de ravitaillement et d’intervention pour les avions bombardiers d’eau Q Series ou de Havilland Canada DHC-8, aussi connu sous le nom de Dash 8. Au 1er novembre 2024, il n'opère aucune desserte.
- Aéroport de Metz-Nancy-Lorraine (à 115 km)

Il opère des liaisons régulières avec l'aéroport de Toulouse et plusieurs villes d'Afrique du Nord.
- Aéroport international de Bâle-Mulhouse (à 174 km)

Il dessert régulièrement plusieurs villes de France ainsi que la plupart des pays d'Europe, la Turquie, l'Afrique du Nord, Israël, les Émirats arabes unis et le Canada.
- Aéroport de Luxembourg-Findel (à 194 km)

Il dessert régulièrement plusieurs villes de France ainsi que la plupart des pays d'Europe, la Turquie, l'Afrique du Nord et de l'Ouest, les Émirats arabes unis et la Chine.
- Aéroport de Paris-Charles-de-Gaulle (à 375 km)

Il dessert la quasi-totalité des destinations dans le monde.

## Toponymie
Le nom de la localité est attesté sous les formes « Prædia apud Bonfagit et Danvillam pour [Banvillam] »? (1044) ; Bainville (1147) ; Beinville delez Walefoicort (1283) ; Bainville (1303) ; Benville (1312) ; Bainville sur Maldon (1414) ; Bainville aux Saulces (1726) ; Offlise, cy devant Bainville (1737) ; « Hoffelize, cy-devant Bainville, et la mairie dudit Bainville » (1751) ; Hofflise ou Bainville (XVIIIe siècle) ; Hoffelize (1790).

## Histoire
Il est fait mention de Bainville dans un document qui porte la date de 1303. Jean de Dampierre se reconnaît alors comme homme lige du duc de Lorraine Thiébaud II.
En 1510, Antoine le Bon, duc de Lorraine, édifie à Bainville une maison sur une éminence que l'on nomme aujourd'hui "Le Château". Seul le puits, devenu communal, subsiste en dernier vestige.
De 1633 à 1638 durant la guerre de Trente Ans, le village subit le passage de nombreuses troupes : Français, Suédois, Croates et Impériaux.
En 1728, Marc Caesar, comte d'Hoffelize, exige le changement de nom de la commune : elle s'appellera Hoffelize jusqu'à la Révolution qui abolit les droits du comte. Marc César était le septième descendant de Regnault d'Hoffelize, le liégeois (Vic-sur-Seille) et avait été anobli par lettre impériale en 1726.
Le 8 août 1831, 17 habitations de Bainville sont envahies par « l'eau de la ville » à la suite d'un violent orage. L'eau atteindra à certains endroits la hauteur de 4 pieds et 9 pouces soit environ 1,45 m.

## Politique et administration

### Tendances politiques et résultats
| Scrutin              | 1er tour | 1er tour | 1er tour | 1er tour | 1er tour | 1er tour | 1er tour  | 1er tour  | 1er tour  | 1er tour  | 1er tour  | 1er tour  | 2d tour        | 2d tour        | 2d tour        | 2d tour        | 2d tour        | 2d tour        | 2d tour        | 2d tour        | 2d tour        | 2d tour        | 2d tour        | 2d tour        |
| Scrutin              | 1er      | 1er      | %        | 2e       | 2e       | %        | 3e        | 3e        | %         | 4e        | 4e        | %         | 1er            | 1er            | %              | 2e             | 2e             | %              | 3e             | 3e             | %              | 4e             | 4e             | %              |
| -------------------- | -------- | -------- | -------- | -------- | -------- | -------- | --------- | --------- | --------- | --------- | --------- | --------- | -------------- | -------------- | -------------- | -------------- | -------------- | -------------- | -------------- | -------------- | -------------- | -------------- | -------------- | -------------- |
| Européennes 2014     |          | FN       | 34,78    |          | UMP      | 28,99    |           | UDI       | 8,70      |           | DVD       | 7,25      | Tour unique    | Tour unique    | Tour unique    | Tour unique    | Tour unique    | Tour unique    | Tour unique    | Tour unique    | Tour unique    | Tour unique    | Tour unique    | Tour unique    |
| Régionales 2015      |          | FN       | 48,81    |          | UD       | 28,57    |           | UG        | 10,71     |           | VEC       | 7,14      |                | UD             | 51,58          |                | FN             | 42,11          |                | DVG            | 6,32           | Pas de 4e      | Pas de 4e      | Pas de 4e      |
| Départementales 2015 |          | DVD      | 53,66    |          | FN       | 40,24    |           | DVG       | 6,10      | Pas de 4e | Pas de 4e | Pas de 4e | Pas de 2e tour | Pas de 2e tour | Pas de 2e tour | Pas de 2e tour | Pas de 2e tour | Pas de 2e tour | Pas de 2e tour | Pas de 2e tour | Pas de 2e tour | Pas de 2e tour | Pas de 2e tour | Pas de 2e tour |
| Présidentielles 2017 |          | FN       | 29,12    |          | LREM     | 19,86    |           | LR        | 18,03     |           | LFI       | 16,64     |                | LREM           | 55,26          |                | FN             | 44,74          | Pas de 3e      | Pas de 3e      | Pas de 3e      | Pas de 4e      | Pas de 4e      | Pas de 4e      |
| Législatives 2017    |          | FN       | 31,94    |          | LR       | 22,22    |           | MDM       | 19,44     |           | SOC       | 11,11     |                | LR             | 69,49          |                | SOC            | 30,51          | Pas de 3e      | Pas de 3e      | Pas de 3e      | Pas de 4e      | Pas de 4e      | Pas de 4e      |
| Européennes 2019     |          | RN       | 32,79    |          | LREM     | 13,11    |           | DLF       | 11,48     |           | UDC       | 11,48     | Tour unique    | Tour unique    | Tour unique    | Tour unique    | Tour unique    | Tour unique    | Tour unique    | Tour unique    | Tour unique    | Tour unique    | Tour unique    | Tour unique    |
| Régionales 2021      |          | UCD      | 41,82    |          | RN       | 29,09    |           | DSV       | 9,09      |           | UGE       | 9,09      |                | UCD            | 44,00          |                | RN             | 38,00          |                | DVC            | 10,00          |                | UGE            | 8,00           |
| Départementales 2021 |          | DVC      | 54,55    |          | RN       | 45,45    | Pas de 3e | Pas de 3e | Pas de 3e | Pas de 4e | Pas de 4e | Pas de 4e | Pas de 2e tour | Pas de 2e tour | Pas de 2e tour | Pas de 2e tour | Pas de 2e tour | Pas de 2e tour | Pas de 2e tour | Pas de 2e tour | Pas de 2e tour | Pas de 2e tour | Pas de 2e tour | Pas de 2e tour |
| Présidentielles 2022 |          | RN       | 35,56    |          | LREM     | 27,78    |           | DLF       | 10,00     |           | LFI       | 7,78      |                | RN             | 57,61          |                | LREM           | 42,39          | Pas de 3e      | Pas de 3e      | Pas de 3e      | Pas de 4e      | Pas de 4e      | Pas de 4e      |
| Législatives 2022    |          | RN       | 35,59    |          | LR       | 27,12    |           | ENS       | 10,17     |           | NUP       | 8,47      |                | LR             | 57,58          |                | RN             | 42,42          | Pas de 3e      | Pas de 3e      | Pas de 3e      | Pas de 4e      | Pas de 4e      | Pas de 4e      |
| Européennes 2024     |          | RN       | 53,52    |          | REC      | 16,90    |           | ENS       | 8,45      |           | UG        | 4,23      | Tour unique    | Tour unique    | Tour unique    | Tour unique    | Tour unique    | Tour unique    | Tour unique    | Tour unique    | Tour unique    | Tour unique    | Tour unique    | Tour unique    |
| Législatives 2024    |          | RN       | 54,65    |          | LR       | 36,05    |           | UG        | 5,81      |           | REC       | 2,33      |                | RN             | 56,98          |                | LR             | 43,02          | Pas de 3e      | Pas de 3e      | Pas de 3e      | Pas de 4e      | Pas de 4e      | Pas de 4e      |

### Découpage territorial
Par arrêté préfectoral du 15 septembre 2023, la commune est retirée le 1er janvier 2024 de l'arrondissement d'Épinal et rattachée à l'arrondissement de Neufchâteau.

### Liste des maires
| Période                                  | Période   | Identité                      | Étiquette | Qualité                    |
| ---------------------------------------- | --------- | ----------------------------- | --------- | -------------------------- |
| Les données manquantes sont à compléter. |           |                               |           |                            |
| 1628                                     | 1633      | Nicolas NOIR                  |           | Laboureur                  |
| 1633                                     | 1640      | Jean Claude MARCHAL           |           | Laboureur                  |
| 1640                                     | 1650      | Nicolas PERROT                |           | Laboureur                  |
| 1650                                     | 1666      | Pierre NOIR                   |           | Laboureur                  |
| 1666                                     | 1692      | Dominique PETITDEMANGE        |           | Laboureur                  |
| 1692                                     | 1697      | Jean GARJOT                   |           | Laboureur                  |
| 1697                                     | 1698      | Claude COINOT                 |           | Laboureur                  |
| 1701                                     | 1711      | Clément CLÉMENT               |           | Marguillier                |
| 1711                                     | 1716      | Dominique NOËL                |           | Laboureur                  |
| 1716                                     | 1720      | Joseph VALENTIN               |           | Laboureur                  |
| 1720                                     | 1722      | Joseph PIERRE                 |           | Laboureur                  |
| 1722                                     | 1724      | Dominique NOËL                |           | Laboureur                  |
| 1724                                     | 1725      | Claude Joseph PETITDEMANGE    |           | Laboureur                  |
| 1726                                     | 1729      | Joseph GROSBERT               |           | Laboureur                  |
| 1729                                     | 1730      | Claude Joseph PETITDEMANGE    |           | Laboureur                  |
| 1730                                     | 1734      | Joseph THOMASSIN              |           | Laboureur                  |
| 1734                                     | 1750      | Nicolas DEROUX                |           | Laboureur                  |
| 1750                                     | 1752      | Dominique CLÉMENT             |           | Charron & laboureur        |
| 1752                                     | 1770      | Joseph NOËL                   |           | Laboureur                  |
| 1770                                     | 1781      | Jean TALLOTTE                 |           | Laboureur                  |
| 1781                                     | 1784      | Joseph LIÉGEOIS               |           | Tailleur de pierres        |
| 1784                                     | 1789      | Nicolas VERDET                |           | Meunier                    |
| 1789                                     | 1790      | Joseph DEROUX                 |           | Laboureur                  |
| 1790                                     | 1791      | Charles François TALLOTTE     |           | Laboureur                  |
| 1791                                     | 1791      | Joseph DEROUX                 |           | Laboureur                  |
| 1791                                     | 1791      | Dominique CLÉMENT             |           | Laboureur                  |
| 1791                                     | 1792      | Charles François TALLOTTE     |           | Laboureur                  |
| 1792                                     | 1793      | Dominique CLÉMENT             |           | Laboureur                  |
| 1793                                     | 1794      | Jean Nicolas GILBERT          |           | Laboureur                  |
| 1794                                     | 1799      | Dominique DEROUX              |           | Laboureur                  |
| 1799                                     | 1813      | Dominique CLÉMENT             |           | Laboureur                  |
| 1813                                     | 1821      | Joseph LIÉGEOIS               |           | Charron & cultivateur      |
| 1821                                     | 1840      | Nicolas Jacquemin VALENTIN    |           | Cultivateur                |
| 1840                                     | 1846      | Joseph PERRIN                 |           | Cultivateur                |
| 1846                                     | 1856      | François Clément LIÉGEOIS     |           | Cultivateur                |
| 1856                                     | 1859      | Dominique DEMANGEL            |           | Cordonnier                 |
| 1859                                     | 1864      | François Clément LIÉGEOIS     |           | Cultivateur                |
| 1864                                     | 1870      | Nicolas Victor MENGIN         |           | Tailleur de pierres        |
| 1870                                     | 1876      | Émile Nicolas SAUNIER         |           | Marchand de bois           |
| 1876                                     | 1881      | Eugène DIDELOT                |           | Meunier                    |
| 1881                                     | 1887      | Émile Nicolas SAUNIER         |           | Marchand de bois           |
| 1887                                     | 1888      | Désiré MENGIN                 |           | Sculpteur sur bois         |
| 1888                                     | 1896      | Jean François Adrien VALENTIN |           | Cultivateur                |
| 1896                                     | 1925      | Dr Charles-Auguste LIÉGEOIS   |           | Médecin                    |
| 1925                                     | 1929      | Émile FOISSARD                |           | Cultivateur                |
| 1929                                     | 1939      | Paul TERVER                   |           | Officier                   |
| 1939                                     | 1945      | Céleste POIROT                |           | Meunier                    |
| 1945                                     | 1947      | Jean PERRARD                  |           | Cultivateur                |
| 1947                                     | 1957      | Paul CABLEY                   |           | Cultivateur                |
| 1957                                     | 1957      | Pierre RINGWALD               |           | Adjudant de gendarmerie    |
| 1957                                     | 1977      | Raymond CLÉMENT               |           | Meunier                    |
| 1977                                     | 1980      | Jean MATHEY                   |           | Cultivateur                |
| 1980                                     | Mars 2014 | Albert DURUPT                 |           | Salarié des Eaux de Vittel |
| Mars 2014                                | En cours  | Gérald NOËL                   | SE        | Agriculteur                |

### Budget et fiscalité 2022

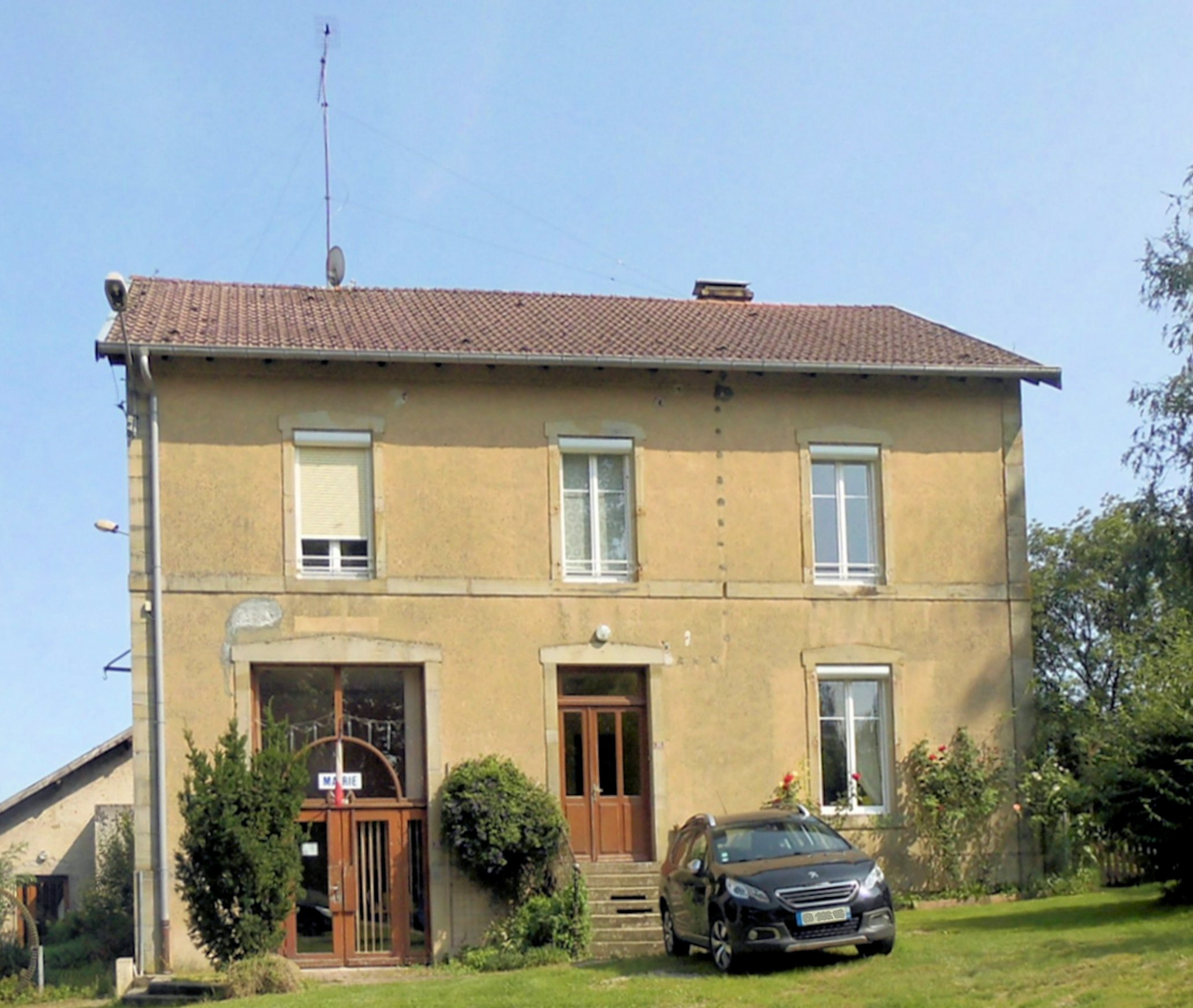
La mairie.

En 2022, le budget de la commune était constitué ainsi :
- total des produits de fonctionnement : 261 000 €, soit 1 775 € par habitant ;
- total des charges de fonctionnement : 127 000 €, soit 861 € par habitant ;
- total des ressources d'investissement : 66 000 €, soit 452 € par habitant ;
- total des emplois d'investissement : 58 000 €, soit 394 € par habitant ;
- endettement : 146 000 €, soit 991 € par habitant.

Avec les taux de fiscalité suivants :
- taxe d'habitation : 17,92 % ;
- taxe foncière sur les propriétés bâties : 36,92 % ;
- taxe foncière sur les propriétés non bâties : 10,17 % ;
- taxe additionnelle à la taxe foncière sur les propriétés non bâties : 0,00 % ;
- cotisation foncière des entreprises : 0,00 %.

Chiffres clés Revenus et pauvreté des ménages en 2021 : médiane en 2021 du revenu disponible, par unité de consommation : 22 020 €.

## Population et société

### Démographie

#### Évolution démographique
L'évolution du nombre d'habitants est connue à travers les recensements de la population effectués dans la commune depuis 1793. Pour les communes de moins de 10 000 habitants, une enquête de recensement portant sur toute la population est réalisée tous les cinq ans, les populations de référence des années intermédiaires étant quant à elles estimées par interpolation ou extrapolation. Pour la commune, le premier recensement exhaustif entrant dans le cadre du nouveau dispositif a été réalisé en 2004.

En 2022, la commune comptait 160 habitants, en évolution de +21,21 % par rapport à 2016 (Vosges : −2,96 %, France hors Mayotte : +2,11 %).
| 1793 | 1800 | 1806 | 1821 | 1831 | 1836 | 1841 | 1846 | 1856 |
| ---- | ---- | ---- | ---- | ---- | ---- | ---- | ---- | ---- |
| 251  | 250  | 258  | 281  | 340  | 347  | 333  | 310  | 307  |

| 1861 | 1866 | 1876 | 1881 | 1886 | 1891 | 1896 | 1901 | 1906 |
| ---- | ---- | ---- | ---- | ---- | ---- | ---- | ---- | ---- |
| 327  | 326  | 303  | 291  | 290  | 278  | 288  | 261  | 251  |

| 1911 | 1921 | 1926 | 1931 | 1936 | 1946 | 1954 | 1962 | 1968 |
| ---- | ---- | ---- | ---- | ---- | ---- | ---- | ---- | ---- |
| 235  | 201  | 208  | 187  | 179  | 184  | 169  | 170  | 157  |

| 1975 | 1982 | 1990 | 1999 | 2004 | 2006 | 2009 | 2014 | 2019 |
| ---- | ---- | ---- | ---- | ---- | ---- | ---- | ---- | ---- |
| 115  | 108  | 123  | 139  | 117  | 115  | 126  | 136  | 147  |

| 2022 | - | - | - | - | - | - | - | - |
| ---- | - | - | - | - | - | - | - | - |
| 160  | - | - | - | - | - | - | - | - |

La commune connaît une augmentation constante de sa population depuis le milieu des années 2000 environ. En 2021, la commune avait la 10e plus grande croissance de la population du département (sur 507 communes) au cours des 15 années précédentes, la 5e parmi les communes de plus de 100 habitants. De 2006 à 2021, la population a ainsi augmenté de presque 34 %, alors même que la population a diminué au sein du canton de Darney et du département des Vosges au cours de la même période.

### Enseignement
Établissements d'enseignement :
- Écoles maternelles à Bainville-aux-Saules et Dompaire.
- École primaire à Begnécourt (CP-CE1), Valfroicourt (CE2-CM1-CM2) et Dompaire.
- Collèges à Dompaire, Mirecourt et Vittel.
- Lycée général à Mirecourt, lycée technologique à Contrexéville et lycée agricole à Mirecourt.

### Santé
Professionnels et établissements de santé :
- Médecins à Lerrain, Dompaire, Remoncourt, Mattaincourt, Damas-et-Bettegney, Mirecourt, Vittel.
- Pharmacies à Lerrain, Dompaire, Remoncourt, Mattaincourt, Mirecourt, Vittel.
- Hôpitaux à Ville-sur-Illon, Mattaincourt, Mirecourt.

### Cultes
- Culte catholique, Paroisse La-Croix-de-Virine[49], Diocèse de Saint-Dié.

## Économie

### Entreprises et commerces

#### Agriculture
- Élevage de vaches laitières.
- Élevage d'ovins et de caprins.
- Exploitation forestière.

#### Tourisme
- Hébergements et restauration à Dombasle-devant-Darney, Mirecourt, Rouvres-en-Xaintois, Sanchey, Rugney, Claudon, Contrexéville.

#### Commerces
- Commerces et services de proximité.

## Culture locale et patrimoine

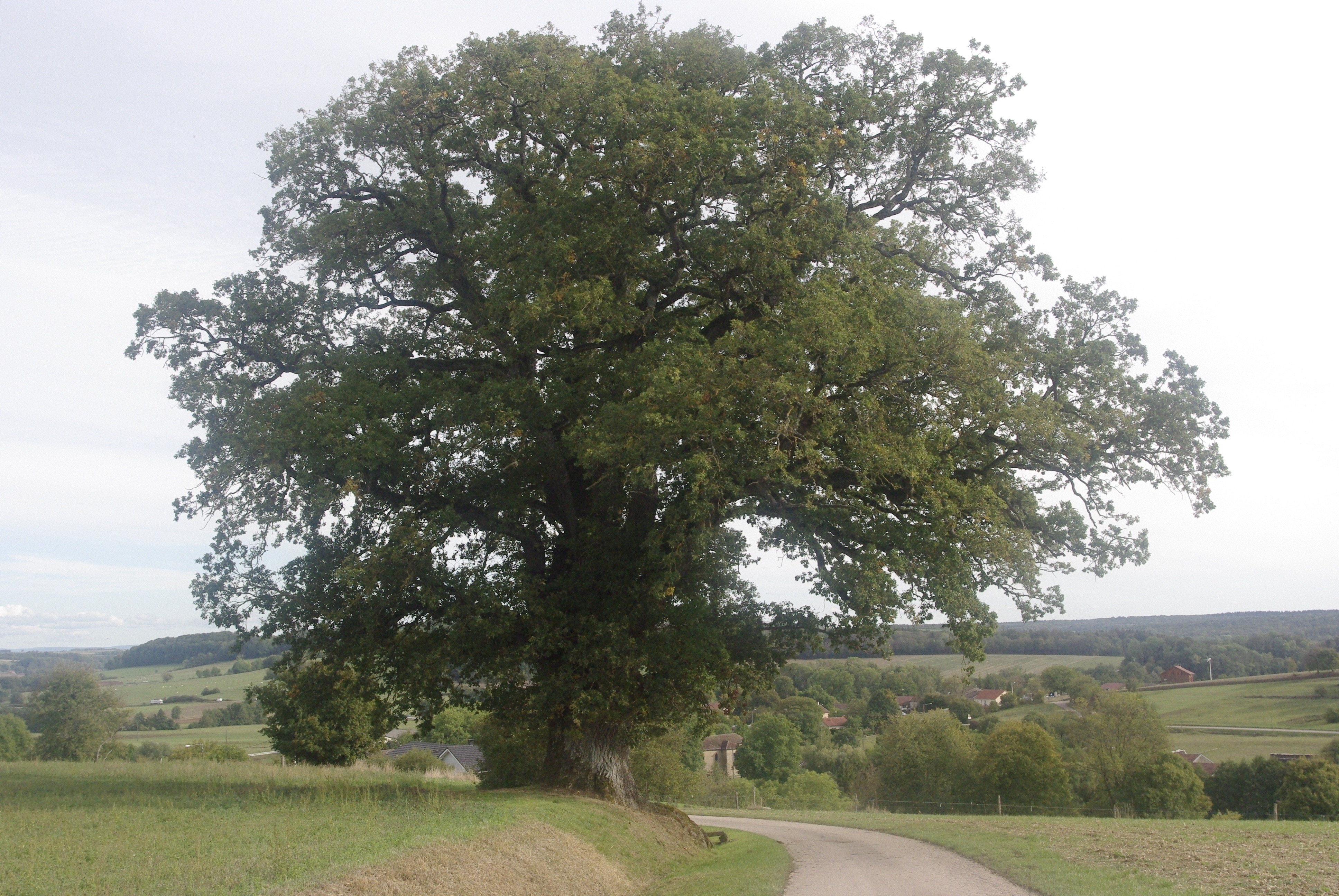
Le chêne multiséculaire.
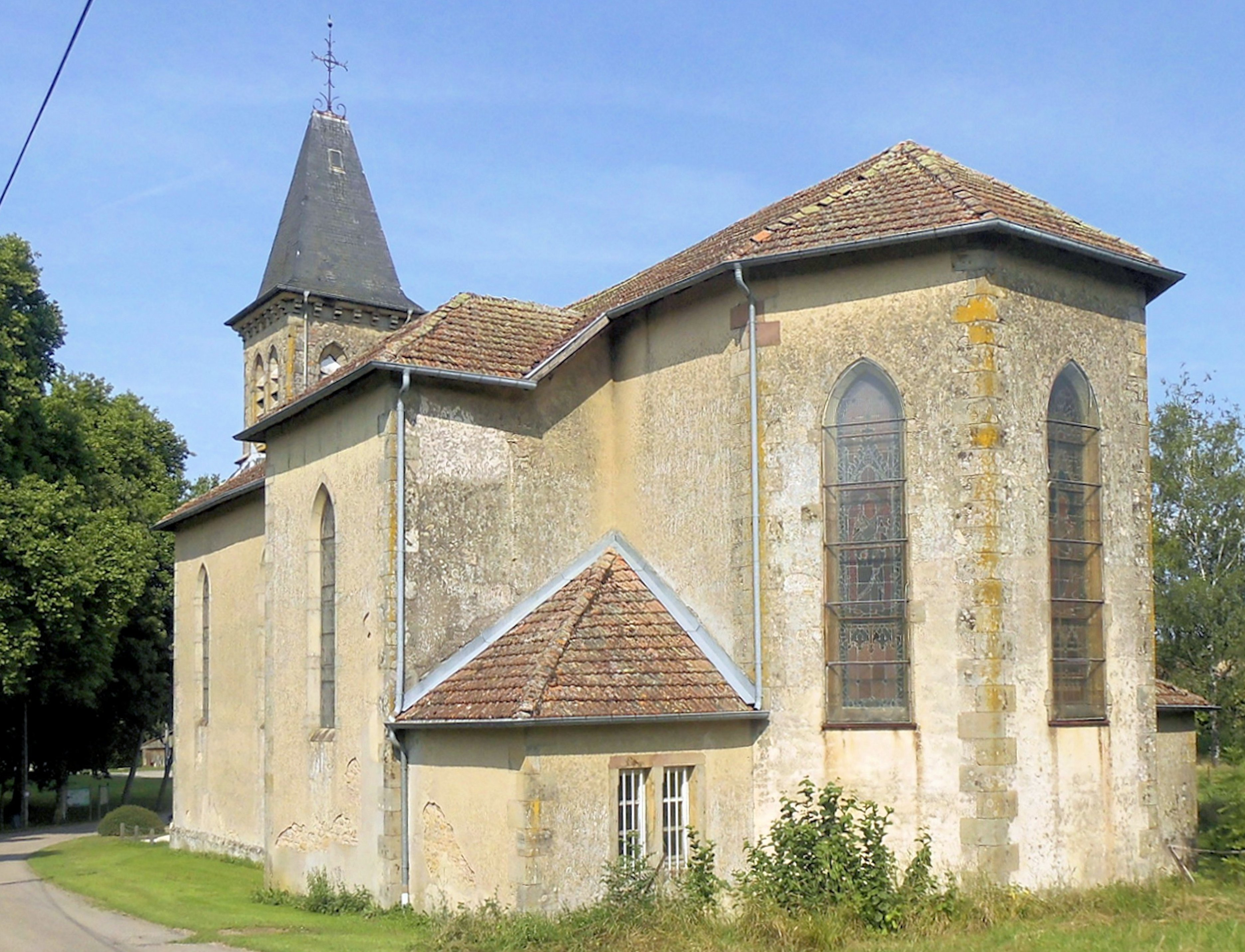
L'église Saint-Michel.
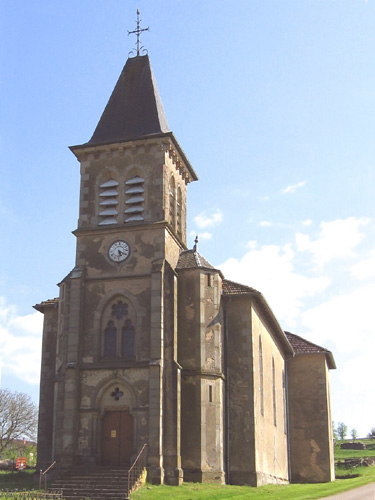
L'église Saint-Michel.
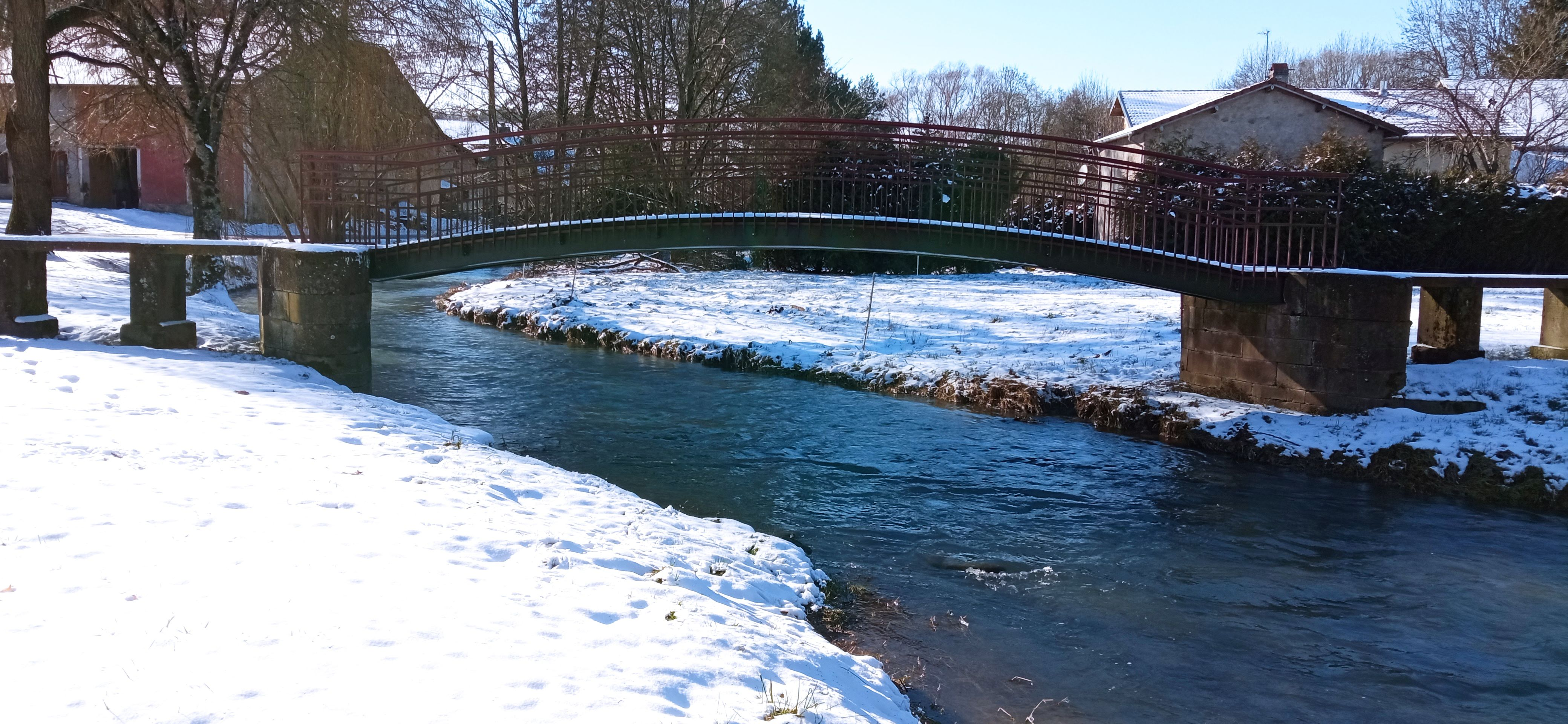
Pont des Tablettes.

### Lieux et monuments
- Sur les hauteurs du village, le grand chêne pédonculé multiséculaire (planté vers 1380) atteint une hauteur de 20 m., une circonférence de 6,20 m. et 25 m. d’envergure. Il est classé monument historique depuis [1921.
- Le kiosque à musique au centre du village date de 1771. Il fut créé par Jean-Baptiste Grandidier, retiré au village, qui en plus de ses charges militaires, était tailleur de pierre.
- La passerelle nommée "pont des Tablettes", construite à partir de 1899. Celle-ci enjambe encore de nos jours le ruisseau qui traverse le village. Elle fut restaurée en 2005 exactement comme à l'origine et inauguré le 16 septembre 2006.
- On peut trouver à Bainville sept fontaines dont trois sont encore en fonction.
- En 1867, la commune de Bainville construit une église[50], après que la commune eut refusé l'agrandissement de celle d'Adompt[51]. Elle fut bénite le 15 octobre 1867 ainsi que ses trois cloches. Le clocher fut restauré en 1954.
- Patrimoine rural recensé par le service régional de l'Inventaire général du patrimoine culturel[52].
- Monument aux morts[53].

### Personnalités liées à la commune
- François Perrin (en) (1754-1830), luthier.

### Héraldique
Pour un article plus général, voir Armorial des communes des Vosges.
| Blason de Bainville-aux-Saules | Blason  | Coupé : au 1er d'azur à la croix de Lorraine d'argent mouvant de la partition, accostée de quatre croix pattées du même, au 2d d'or à douze vergettes de sable[réf. nécessaire]. |
| Blason de Bainville-aux-Saules | Détails | Le statut officiel du blason reste à déterminer. |